# فانس وارنر
فانس وارنر (بالإنجليزية: Vance Warner)‏ (3 سبتمبر 1974 بليدز في المملكة المتحدة - ) هو لاعب كرة قدم بريطاني في مركز الدفاع. لعب مع غريمسبي تاون ونادي روذرهام يونايتد ونوتينغهام فورست.

## وصلات خارجية
- فانس وارنر على موقع قاعدة بيانات كرة القدم.إي يو (الإنجليزية)
- فانس وارنر على موقع Soccerbase.com (لاعب) (الإنجليزية)
- فانس وارنر على موقع عالم كرة القدم.نت (الإنجليزية)